# باز برمودایی
باز برمودایی تنها عضو سرده (نام علمی: Bermuteo) بود. باز برمودایی در جزیره برمودا زندگی می‌کرده است، جایی که در فسیل‌ها ثبت شده است و گمان می‌رود که گزارشی از مشاهده پرندگان شکاری در سال 1603 توسط دیگو رامیرز در این جزیره وجود داشته باشد، که در آن به "بازگنجشکی بسیار خوش‌تیپ اشاره می‌شود، آنقدر آرام که ما حتی به آنها چماق زدیم." این گونه ظاهراً در سال 1623، زمانی که کاپیتان جان اسمیت اشاره کرد که تنها پرندگان شکاری مهاجر در برمودا هستند، وجود نداشت.  تاریخ انقراض آن مشخص نیست، اما گمان می‌رود که به دنبال سکونت انسان در جزیره در قرن هفدهم بوده است و ممکن است به دلیل شکار و ورود گونه‌های مهاجم باشد. 